# Тсогни
Тсогни (фр. Tsogni) — город в Габоне, расположен в провинции Ньянга.

## Транспорт
Ближайший к Тсогни аэропорт находится в городе Порт-Жентиль.

## Демография
Население города по годам:
| 1993  | 2010   |
| ----- | ------ |
| 7 226 | 12 977 |